# العلاقات المكسيكية الزامبية
العلاقات المكسيكية الزامبية هي العلاقات الثنائية التي تجمع بين المكسيك وزامبيا.

## مقارنة بين البلدين
هذه مقارنة عامة ومرجعية للدولتين:
| وجه المقارنة                                              | المكسيك                                                                               | زامبيا                         |
| --------------------------------------------------------- | ------------------------------------------------------------------------------------- | ------------------------------ |
| المساحة (كم2)                                             | 1.97 مليون                                                                            | 752.62 ألف                     |
| عدد السكان (نسمة)                                         | 130.53 مليون                                                                          | 17.09 مليون                    |
| الكثافة السكانية (ن./كم²)                                 | 66.26                                                                                 | 22.71                          |
| العاصمة                                                   | مدينة مكسيكو                                                                          | لوساكا                         |
| اللغة الرسمية                                             | اللغة الإسبانية                                                                       | لغة إنجليزية                   |
| العملة                                                    | بيزو مكسيكي                                                                           | كواشا زامبي، كواشا زامبي قديم ‏ |
| الناتج المحلي الإجمالي (بليون دولار)                      | 1.15 تريليون                                                                          | 25.81 مليار                    |
| الناتج المحلي الإجمالي (تعادل القوة الشرائية) بليون دولار | 2.16 تريليون                                                                          | 62.18 مليار                    |
| الناتج المحلي الإجمالي الاسمي للفرد دولار أمريكي          | 9.01 ألف                                                                              | 1.30 ألف                       |
| الناتج المحلي الإجمالي للفرد دولار أمريكي                 | 17.32 ألف                                                                             | 3.90 ألف                       |
| مؤشر التنمية البشرية                                      | 0.756                                                                                 | 0.586                          |
| رمز المكالمات الدولي                                      | +52                                                                                   | +260                           |
| رمز الإنترنت                                              | .mx                                                                                   | .zm                            |
| المنطقة الزمنية                                           | منطقة زمنية وسطى، المنطقة الزمنية الجبلية، زمن منطقة المحيط الهادئ، منطقة زمنية شرقية | ت ع م+02:00                    |

## منظمات دولية مشتركة
يشترك البلدان في عضوية مجموعة من المنظمات الدولية، منها:
| علم المنظمة | اسم المنظمة                                         | تاريخ انضمام المكسيك | تاريخ انضمام زامبيا |
| ----------- | --------------------------------------------------- | -------------------- | ------------------- |
|             | منظمة الهجرة الدولية                                | ?                    | ?                   |
|             | البنك الدولي للإنشاء والتعمير                       | 31 ديسمبر 1945       | 23 سبتمبر 1965      |
|             | يونسكو                                              | 4 نوفمبر 1946        | 9 نوفمبر 1964       |
|             | المحكمة الجنائية الدولية                            | ?                    | ?                   |
|             | الاتحاد البريدي العالمي                             | ?                    | ?                   |
|             | منظمة الشرطة الجنائية الدولية                       | ?                    | ?                   |
|             | الأمم المتحدة                                       | 7 نوفمبر 1945        | 1 ديسمبر 1964       |
|             | مؤسسة التنمية الدولية                               | 24 أبريل 1961        | 23 سبتمبر 1965      |
|             | منظمة الطيران المدني الدولي                         | ?                    | ?                   |
|             | منظمة الأغذية والزراعة                              | ?                    | ?                   |
|             | منظمة التجارة العالمية                              | 1995                 | ?                   |
|             | وكالة ضمان الاستثمار متعدد الأطراف                  | 1 يوليو 2009         | 6 يونيو 1988        |
|             | منظمة حظر الأسلحة الكيميائية                        | ?                    | ?                   |
|             | الصندوق الدولي للتنمية الزراعية                     | ?                    | ?                   |
|             | الاتحاد الدولي لجمعيات الصليب الأحمر والهلال الأحمر | ?                    | ?                   |
|             | الاتحاد الدولي للاتصالات                            | 1 يوليو 1908         | 23 أغسطس 1965       |
|             | مؤسسة التمويل الدولية                               | 20 يوليو 1956        | 23 سبتمبر 1965      |
|             | اللجنة الأولمبية الدولية                            | ?                    | ?                   |
|             | الوكالة الدولية للطاقة الذرية                       | ?                    | ?                   |

## وصلات خارجية
- موقع وزارة الخارجية المكسيكية